# Astier Nicolas
Pour les articles homonymes, voir Nicolas.
Astier Nicolas, né le 19 janvier 1989 à Toulouse, est un cavalier français de concours complet, médaille d'or par équipe et d'argent en individuel aux Jeux olympiques de Rio en 2016, à l'âge de 27 ans.

## Biographie
Astier Nicolas pratique l'équitation sur poney dès l'âge de 7 ans, sous l'impulsion de sa mère. Trois ans plus tard, il débute les compétitions sur poney et devient à 15 ans membre de l’équipe de France de concours complet poney. Il remporte plusieurs prix avec Java Bleu La Brée. Les titres s' enchaînent en catégorie Juniors puis en Jeunes cavaliers, en 2009 il devient vice-champion d'Europe de concours complet Jeunes cavaliers. Il accueille Piaf de B'Neville dans ses écuries la même année. Il fait ses premiers concours en catégorie senior en 2010. Il part pour l'Angleterre à Hartpury pour toute la saison 2011, et y suit une licence en Equine Management. Revenu en Normandie l'année suivante, il décroche le titre de champion du monde des cavaliers de complet de moins de 25 ans et la médaille de bronze au championnat de France de la discipline.
Il retourne en Angleterre pour la saison 2013, travaillant à l’écurie de Nick Gautlett. Il termine neuvième du CCI 4* de Badminton avec Piaf de B’Neville. Devenu membre à part entière de l'équipe de France de concours complet, il participe à la médaille de bronze par équipes du championnat d'Europe de concours complet d'équitation à Malmö. En 2014, il termine 3e par équipes du CICO 3* d’Aix-la-Chapelle avec Piaf de B’Neville, et 8e en individuel. Il remporte aussi le CCI 3* de Blair Castle avec Quickly du Buguet.
Après une absence de plusieurs mois, il reprend la compétition en avril 2015, terminant 8e du CCI3* de Belton en Angleterre. Il ne participe pas aux championnats d'Europe de 2015 en raison d'un problème respiratoire de sa monture Piaf de B'Neville, jugeant plus sage d'attendre que le hongre se remette. Il remporte l'édition 2015 du CCI 4* de Pau.
En 2016, lors des Jeux olympiques d'été de 2016 à Rio de Janeiro, il est médaillé d'or au concours complet par équipes et médaillé d'argent en individuel. Il déclare ne pas avoir ressenti de pression importante pendant l'épreuve.
En février 2021, il obtient un agrément de propriétaire auprès de France Galop et peut prendre ses couleurs (casaque qui sera portée par les jockeys montant ses chevaux de course). 

## Palmarès
- 2012 :
  - Champion du Monde des Jeunes Cavaliers avec Piaf de B'Neville à Burnham
  - 6e du CCI4* de Pau avec Jhakti du Janlie
- 2013 :
  - 9e du CCI4* de Badminton avec Piaf de B'Neville
  - 5e du CIC3* de Chatsworth avec Quickly du Buguet
  - Médaille de Bronze par équipe au Championnat d'Europe de Malmö
  - 6e du Championnat du Monde des Jeunes Chevaux avec Spes Addit'Or

- 2014 :
  - 3e du CICO3* de Aix-la-Chapelle avec Piaf de B'Neville & 8e en individuel
  - Vainqueur du CCI3* de Blair Castle avec Quickly du Buguet
- 2015 :
  - 8e du CIC3* de Belton avec Piaf de B'Neville
  - 3e du CIC1* de Chatsworth avec Countrie
  - 2e du CCI3* de Saumur avec Piaf de B'Neville
  - 7e du CIC3* de Barbury Castle avec Piaf de B'Neville & 6e du CIC2* avec Finley IV
  - 2e du CIC3* de Blenheim avec Spes Addit'Or
  - Vainqueur du CCI4* de Pau avec Piaf de B'Neville

- 2016 :
  - 14e du CCI5* de Badminton avec Quickly du Buguet
  - Vainqueur du CIC3* de Chatsworth avec Piaf de B'Neville
  - 9e du CCI3* de Saumur avec Molakai & 3e du CCI1* avec Vinci de la Vigne
  - 10e du CIC3* de Bramham avec Molakai
  - 4e du CIC3* du Haras du Pin avec Molakai & 2e du CCI1* avec Alertabalib'Or
  - 17e du CCI4* de Pau avec Molakai
  - 5e du Championnat du Monde des Jeunes Chevaux avec Vinci de la Vigne
  - Médaille d'or par équipe aux Jeux olympiques de Rio
  - Médaille d'argent en individuel aux Jeux olympiques de Rio

- 2017 :
  - 4e du Cross Indoor de Bordeaux avec Vinci de la Vigne
  - 4e du CCI1* de Chaumont en Vexin avec Hidden Cyclone
  - 15e du CCI5* de Badminton avec Piaf de B'Neville
  - Vainqueur du CCI2* de Lignières avec Molakai
  - 4e du CCI3* de Boekelo avec Vinci de la Vigne
  - Vainqueur du Championnat du Monde des Jeunes Chevaux avec Alertabalib'Or
  - 6e du CCI4* de Pau avec Molakai

- 2018 :
  - 2e du CIC2* de Tartas avec Vinci de la Vigne
  - 8e du CCI1* de Chatsworth avec Babylon de Gamma & 10e du CIC3* avec Alertabalib'Or
  - 8e du CIC3* de Barbury avec Vinci de la Vigne
  - 4e du CIC2* de Jardy avec Babylon de Gamma
  - 2e du CCI2* du Haras du Pin avec Babylon de Gamma
  - 7e des Jeux Equestres Mondiaux de Tryon avec Vinci de la Vigne
  - 7e du CICO3* de Waregem avec Alertabalib'Or
  - Vainqueur du CIC1* de Lignières avec Babylon de Gamma
  - 3e du Championnat du Monde des Jeunes Chevaux avec Babylon de Gamma
  - 2e du CIC2* de Pau avec Arpège du Mancel
- 2019 :
  - 5e du CCI3*-S de Belton avec Babylon de Gamma
  - 10e du CCI2*-S de Chatsworth avec Lumberton
  - 8e du CCI3*-S de Barbury avec Babylon de Gamma
  - 9e du CCI3*-S de Barbury avec Lumberton
  - 2e du CCI2*-L du Haras du Pin avec Babylon de Gamma
  - Vainqueur du CCI4*-S de Blair Castle avec Babylon de Gamma
  - 10e du CCI3*-L de Blair Castle avec Lumberton

## Chevaux (anciens et actuels)
- Piaf de B'Neville
- Jhakti du Janlie
- Molakai
- Quickly du Buguet
- Alertamalib'Or
- Spes Addit'Or
- Babylon de Gamma
- Vinci de la Vigne
- Java Bleue la Brée
- Cooley Hidden Cyclone
- Countrie
- Arpège du Mancel
- Lumberton
- Follow Me Palija

## Distinctions
- Chevalier de la Légion d'honneur le 1er décembre 2016[10]